# آنت ۲۸۳۹
سیارک ۲۸۳۹ (به انگلیسی: 2839 Annette، نامگذاری:1929TP) دو هزار و هشتصد و سی و نهمین سیارک کشف شده‌است که در ۵ اکتبر ۱۹۲۹ کشف شد.
قدر مطلق سیارک برابر ۱۲٫۳۰ است.